# تومي براينت
تومي براينت (بالإنجليزية: Tommy Bryant)‏ هو مغني أمريكي، ولد في 21 مايو 1930 في فيلادلفيا في الولايات المتحدة، وتوفي بنفس المكان في 3 يناير 1982.

## وصلات خارجية
- تومي براينت على موقع ميوزك برينز (الإنجليزية)
- تومي براينت على موقع أول ميوزيك (الإنجليزية)
- تومي براينت على موقع ديسكوغز (الإنجليزية)